# تپه گل چرمو
تپه گل چرمو مربوط به عصر مس است و در شهرستان شاهین دژ، بخش مرکزی، دهستان صفاخانه، روستای گل چرمو واقع شده و این اثر در تاریخ ۷ اسفند ۱۳۸۵ با شمارهٔ ثبت ۱۷۷۵۴ به‌عنوان یکی از آثار ملی ایران به ثبت رسیده است.